# Джафариды
Джафариды (груз. ჯაფარიანები, ჯაფარიანთა დინასტია — «род/дом Джафара») — династия эмиров, представители которой находились у власти в Тбилисском эмирате на протяжении 80-х годов IX века — 80-х годов XI века.
В середине IX века в Арабском халифате наметились тенденции к ослаблению и дальнейшему распаду. Использовав сложившуюся обстановку, они превратили собственную власть в наследственную.
Основателем династии выступил эмир Джафар. Джафариды изначально пользовались независимостью от центра. Тем не менее в религиозном отношении находились в подчинении багдадскому халифу. Его имя появлялось на всех монетах, пущенных в обращение в государстве. С середины 50-х годов X века рядом с ним чеканилось и имя тбилисского эмира, что свидетельствовало о наличии у последнего независимости. Джафариды не осуществляли выплату дани Аббасидам.
Династия пресеклась в результате отстранения от власти эмира Ситилараба, возведённого на престол царём Грузии Багратом IV.

## Список эмиров
- 953—954 гг. — Мансор ибн-Джафар[груз.].
- 974—975, 980—981 гг. — Джафар ибн-Мансор[груз.].
- 996—1028 гг. — Али ибн-Джафар[груз.].